# Hafia
Hafia est une subdivision administrative de la Guinée, sous-préfecture de la préfecture de Labé.

## Subdivision administrative
Elle compte huit (08) districts qui sont : Hafia centre, Hinde, Bagnan, Sofoya, Sempeten, Gonkou, Hansanghere  et Dambata. 

### Géographie
Elle est limitée par les sous-préfectures de Dara Labe, Garambe, Diari, Timbi Madina (Pita), Timbi Touni (Pita) et Sintali (Pita). C'est à Hafia que se trouve l'université de Labe.

## Population
En 2016, la localité comptait 15 504 habitants.

## Éducation
Le sous-préfecture de Hafia abrite l'Université de Labé.